# Colle di Santa Libera
Il colle di Santa Libera (441 m s.l.m.  ) è il punto di valico più basso dello spartiacque principale dell'Appennino ligure e di tutti gli Appennini. 

## Geografia
Il valico si trova a circa 1,7 km in direzione nord dalla Bocchetta di Altare, da sempre considerato il punto di separazione tra le Alpi e gli Appennini. Si trova al centro di una profonda depressione dello spartiacque ligure-padano, lunga circa 4 km, dalla bocchetta di Altare (459 m) al colle Sella (457 m).
È attraversato dalla SP 12 Savona-Montenotte Superiore-Altare e dall'Alta via dei Monti Liguri.

## Storia
Il colle deve il suo nome alla piccola chiesa seicentesa di Santa Libera che sorge nei pressi.